# Umeh Emmanuel
Umeh Umeh Emmanuel (31 agosto 2004) è un calciatore nigeriano, attaccante dello Zurigo.

## Carriera

### Club
Emmanuel ha mosso i primi passi nella Right2win Football Academy in Nigeria prima di trasferirsi in Russia al Vista Gelendzhik.
Nel 2022 ha firmato con il Botev Plovdiv con cui ha debuttato il 15 ottobre nell'incontro di Părva profesionalna futbolna liga vinto 3-1 contro il Pirin Blagoevgrad. Il 4 marzo 2023 ha segnato il suo primo gol contro il Černo More Varna.
Nel 2024 si trasferisce allo Zurigo, club della prima divisione svizzera.

### Nazionale
Nel maggio del 2023 è stato convocato dalla nazionale Under-20 nigeriana per il campionato mondiale di categoria.

## Statistiche

### Presenze e reti nei club
Statistiche aggiornate al 23 giugno 2023.
| Stagione             | Squadra              | Campionato           | Campionato | Campionato | Coppe nazionali | Coppe nazionali | Coppe nazionali | Coppe continentali | Coppe continentali | Coppe continentali | Altre coppe | Altre coppe | Altre coppe | Totale | Totale |
| Stagione             | Squadra              | Comp                 | Pres       | Reti       | Comp            | Pres            | Reti            | Comp               | Pres               | Reti               | Comp        | Pres        | Reti        | Pres   | Reti   |
| -------------------- | -------------------- | -------------------- | ---------- | ---------- | --------------- | --------------- | --------------- | ------------------ | ------------------ | ------------------ | ----------- | ----------- | ----------- | ------ | ------ |
| 2022-2023            | Botev Plovdiv II     | 2L                   | 3          | 3          |                 | -               | -               |                    | -                  | -                  |             | -           | -           | 3      | 3      |
| 2022-2023            | Botev Plovdiv        | 1L                   | 14         | 1          | CB              | 2               | 0               |                    | -                  | -                  |             | -           | -           | 16     | 1      |
| 2023-2024            | Botev Plovdiv        | 1L                   | 13         | 3          | CB              | 1               | 0               |                    | -                  | -                  |             | -           | -           | 14     | 3      |
| Totale Botev Plovdiv | Totale Botev Plovdiv | Totale Botev Plovdiv | 30         | 7          |                 | 3               | 0               |                    | -                  | -                  |             | -           | -           | 33     | 7      |
| Totale carriera      | Totale carriera      | Totale carriera      | 30         | 7          |                 | 3               | 0               |                    | -                  | -                  |             | -           | -           | 33     | 7      |

## Palmarès

### Club

#### Competizioni nazionali
- Coppa di Bulgaria: 1

Botev Plovdiv: 2023-2024